# Ligusticum
Ligusticum és un gènere de plantes amb flors amb unes 25 espècies dins la família Apiàcia, són originàries de les regions temperades de l'Hemisferi Nord. Es creu que el seu nom deriva de la regió italiana de Ligúria.
Algunes espècies es fan servir en la fitoteràpia xinesa.

## Taxonomia
- Ligusticum ajanense
- Ligusticum apiifolium -
- Ligusticum brachylobum
- Ligusticum calderi -
- Ligusticum californicum -
- Ligusticum canadense -
- Ligusticum canbyi - De Canby
- Ligusticum filicinum -
- Ligusticum gingidium
- Ligusticum grayi - De Gray
- Ligusticum holopetalum
- Ligusticum hultenii
- Ligusticum huteri
- Ligusticum ibukicola
- Ligusticum jeholense
- Ligusticum monnieri
- Ligusticum mutellina -
- Ligusticum mutellinoides -
- Ligusticum porteri - osha de Porter
- Ligusticum scoticum -
- Ligusticum sinense - gaoben 藁本
- Ligusticum tenuifolium - Idaho
- Ligusticum vaginatum
- Ligusticum verticillatum -
- Ligusticum wallichii - chuānxiōng

## Usos
Les arrels de dues espècies són plantes medicinals. L. wallichii és una de les 80 plantes medicinals de la fitoteràpia xinesa. L. porteri (osha) es fa servir en la medicina occidental. Les arrels de Ligusticum xinesa contenen alcaloides medicinals.
Els olis essencials tant de Ligusticum sinense com de  L. jeholens contenen substàncies antimicrobianes i agents antioxidants.